# Dick and Dee Dee
Dick and Dee Dee fue un dúo norteamericano de cantantes y compositores que alcanzaron notoriedad durante la primera mitad de la década de 1960. El grupo se fundó en California y estuvo compuesto por Mary Sperling y Richard Gosting. Finalmente, cambiaron sus nombres a Deedee Phelps y Dick St. John. Consiguieron su primer éxito en 1961 con el sencillo "The Mountain's High" que alcanzó el puesto número 2 de la lista Billboard 100. El dúo compartió escenario con the Beach Boys y en 1964 actuaron de teloneros para the Rolling Stones durante la gira de la banda por California Habituales del programa de televisión Shindig!, produjeron algunos éxitos más antes de su disolución en 1969. En la década de los 80, St. John solía actuar junto a su esposa, Sandy. Dick St. John falleció el 27 de diciembre de 2003, tras una caída en su casa.  Dee Dee Dee Phelps comenzó en 2008 a actuar junto al cantante y actor Michael Dunn bajo el nombre de Dick and Dee Dee, apareciendo en espectáculos de doo wop y rock and roll a lo largo de los Estados Unidos.

## Historia
Dick St. John y Dee Dee Sperling se conocieron cuando ambos estudiaban en la Paul Revere Junior High School en Los Angeles, California. Posteriormente acudieron a diferentes escuelas, pero se reencontraron de nuevo tras graduarse. En aquella época, Sperling asistía a la universidad y trabajaba en una tienda de dulces See's Candy, mientras que St. John buscaba trabajo. Ambos descubrieron su vocación como cantantes y compositores y comenzaron a trabajar juntos escribiendo y cantando sus propias canciones. Nunca formaron pareja sentimental.
El primer lanzamiento del dúo Dick and Dee Dee fue el sencillo "I Want Someone" en cuya cara B aparecía el tema "The Mountain's High", publicado por Lama Records, una pequeña compañía iniciada los propios productores Don Ralke y los hermanos Wilder. La grabación fue realizada con cuatro pistas de voz. Cada uno de ellos cantaba dos líneas de armonía separadas. St. John cantó las partes más altas y más bajas incluyendo el falsete, y Dee Dee cantó las notas del medio. A expensas del dúo, los productores discográficos cambiaron el nombre de Mary a Dee Dee, algo que no descubrieron hasta después de que el disco fuese publicado.
El rock and roll "The Mountain's High" se convirtió en un gran éxito en San Francisco. El sencillo fue distribuido a nivel nacional por Liberty Records y permaneció dos semanas en el puesto número 2 de la lista Billboard Hot 100. En el Reino Unido llegó al puesto 37 del UK Singles Chart, alcanzando unas ventas globales de más de un millón de copias. Sperling dejó la universidad para salir de gira junto a St. John por América, Europa y Japón.
En los Estados Unidos, Dick and Dee Dee comenzaron a actuar en las high schools californianas junto a los todavía desconocidos the Beach Boys. Posteriormente, el dúo recorrería todo el país, compartiendo escenario con artistas como Roy Orbison, the Righteous Brothers, Ike and Tina Turner, Dionne Warwick, the Shirelles, The Dick Clark Caravan of Stars, the Kingsmen, Patti La Belle, the Crystals, the Drifters, Ben E. King, Jan and Dean, the Miracles, the Dovells, Johnny Tillotson, Jackie Wilson y Sonny and Cher.
Dick and Dee Dee abrieron los conciertos de the Rolling Stones durante su primera gira por California en 1964. El dúo grabó tres temas junto a los Rolling Stones durante una visita a Londres, incluyendo "Blue Turns to Grey" y "Some Things Just Stick in Your Mind", escritas por Mick Jagger y Keith Richards. 
El dúo produjo otros ocho exitosos sencillos, de los cuales cinco alcanzaron a entrar entre los 30 primeros puestos de las listas de éxitos. "Tell Me" (1962), "Young and in Love" (1963), "Turn Around" (1964), escrita por Malvina Reynolds y grabada por Harry Belafonte, y "Thou Shalt Not Steal" (su segundo mayor éxito, que alcanzó el puesto número 13 en 1965. Su último éxito fue "Thou Shalt Not Steal", que interpretaron a menudo el programa de televisión de Jack Good, Shindig!.

### Disbanding, revivals
En 1965, Dee Dee se casó con el mánager del dúo, Bill Lee, con quien tuvo un hijo. En 1969, St. John y Sperling se separaron profesionalmente. Dick St. John continuó su carrera como compositor, creando "Yellow Balloon" para el grupo del mismo nombre. Tras divorciarse de su primer marido, a principios de los 70, Dee Dee se casó con Kane Phelps y se mudó al Big Sur. Tuvieron dos hijos y regresaron a Los Angeles en los 80.
Durante la década de los 80, Dick reanudó las actuaciones de Dick and Dee Dee junto a su esposa, Sandy. En 1993 publicaron un libro de cocina llamado The Rock and Roll Cookbook, con recetas de diversos artistas del Rock. St. John falleció en 2003 tras sufrir una caída desde el techo de su casa.

## Discografía

### Álbumes
| Año  | Álbum                         | Discográfica         |
| ---- | ----------------------------- | -------------------- |
| 1962 | Tell Me - The Mountain's High | Liberty Records      |
| 1963 | Young and in Love             | Warner Bros. Records |
| 1964 | Turn Around                   | Warner Bros. Records |
| 1965 | Thou Shalt Not Steal          | Warner Bros. Records |
| 1966 | Songs We've Sung on Shindig   | Warner Bros. Records |
| 1995 | The Best of Dick and Dee Dee  | Vintage Records      |

### Sencillos
| Año  | Título                               | Posicionamiento en listas | Posicionamiento en listas | Posicionamiento en listas | Discográrica         | Cara B                                | Álbum                         |
| Año  | Título                               | US                        | AC                        | UK                        | Discográrica         | Cara B                                | Álbum                         |
| ---- | ------------------------------------ | ------------------------- | ------------------------- | ------------------------- | -------------------- | ------------------------------------- | ----------------------------- |
| 1961 | "The Mountain's High"                | 2                         | –                         | 37                        | Liberty Records      | "I Want Someone"                      | Tell Me - The Mountain's High |
| 1961 | "Goodbye to Love"                    | –                         | –                         | –                         | Liberty Records      | "Swing Low"                           | Tell Me - The Mountain's High |
| 1962 | "Tell Me"                            | 22                        | –                         | –                         | Liberty Records      | "Will You Always Love Me"             | Tell Me - The Mountain's High |
| 1962 | "Life's Just a Play"                 | –                         | –                         | –                         | Liberty Records      | "All I Want"                          |                               |
| 1962 | "The River Took My Baby"             | –                         | –                         | –                         | Liberty Records      | "My Lonely Self"                      |                               |
| 1963 | "Young and in Love"                  | 17                        | 6                         | –                         | Warner Bros. Records | "Say to Me"                           | Young and in Love             |
| 1963 | "Love Is a Once in a Lifetime Thing" | 103                       | –                         | –                         | Warner Bros. Records | "Chug-A-Chug-A Choo Choo"             | Young and in Love             |
| 1963 | "Where Did the Good Times Go"        | 93                        | –                         | –                         | Warner Bros. Records | "Guess Our Love Must Show"            | Thou Shalt Not Steal          |
| 1963 | "Turn Around"                        | 27                        | 15                        | –                         | Warner Bros. Records | "Don't Leave Me"                      | Turn Around                   |
| 1964 | "All My Trials"                      | 89                        | –                         | –                         | Warner Bros. Records | "Don't Think Twice, It's All Right"   | Turn Around                   |
| 1964 | "Not Fade Away"                      | –                         | –                         | –                         | Warner Bros. Records | "The Gift"                            | Thou Shalt Not Steal          |
| 1964 | "Remember When"                      | –                         | –                         | –                         | Warner Bros. Records | "You Were Mine"                       | Thou Shalt Not Steal          |
| 1964 | "Thou Shalt Not Steal"               | 13                        | –                         | –                         | Warner Bros. Records | "Just 'Round the River Bend"          | Thou Shalt Not Steal          |
| 1965 | "Be My Baby"                         | 87                        | –                         | –                         | Warner Bros. Records | "Room 404"                            | Thou Shalt Not Steal          |
| 1965 | "When Blue Turns To Grey"            | –                         | –                         | –                         | Warner Bros. Records | "Some Things Just Stick in Your Mind" |                               |
| 1965 | "Use What You've Got"                | –                         | –                         | –                         | Warner Bros. Records | "New Orleans"                         |                               |
| 1966 | "Till"                               | –                         | –                         | –                         | Warner Bros. Records | "Sha-La"                              |                               |
| 1966 | "So Many Things We Don't Know"       | –                         | –                         | –                         | Warner Bros. Records | "She Didn't Even Say Goodbye"         |                               |
| 1966 | "Make Up Before We Break Up"         | –                         | –                         | –                         | Warner Bros. Records | "Can't Get Enough of Your Love"       |                               |
| 1967 | "I'll Always Be Around"              | –                         | –                         | –                         | Warner Bros. Records | "Long Lonely Nights"                  |                               |
| 1967 | "One in a Million"                   | –                         | –                         | –                         | Warner Bros. Records | "Baby, I Need You"                    |                               |
| 1968 | "The Escape Suite"                   | –                         | –                         | –                         | Dot Records          | "I'm Not Gonna Get Hung-Up About It"  |                               |
| 1969 | "In the Season of Our Love"          | –                         | –                         | –                         | Dot Records          | "We'll Sing in the Sunshine"          |                               |
| 1969 | "Do I Love You"                      | –                         | –                         | –                         | Dot Records          | "You Come Back to Haunt Me"           |                               |